# 沙湾市站
沙湾市站，位于中华人民共和国新疆维吾尔自治区伊犁哈薩克自治州塔城地区沙湾市三道河子镇，是北疆铁路上的火车站，建于1988年。本站2021年9月16日前旧称沙湾县站。

## 車站周邊
- 沙湾市第一小学
- 广场路派出所
- 沙湾市城建局
- 中国电信沙湾市世纪大道营业厅
- 沙湾市民政局婚姻登记处
- 沙湾市图书馆
- 沙湾市税务局
- 沙湾农商银行世纪路支行
- 中国建设银行沙湾市支行
- 中国农业银行沙湾健康路支行
- 中国银行沙湾市支行
- 沙湾市人民医院
- 沙湾市人民政府

## 歷史
- 建于1988年。